# 川村二郎 (ジャーナリスト)
川村 二郎（かわむら じろう、1941年11月8日 - 2020年9月29日）は、元朝日新聞記者の文筆家。

## 人物・来歴
東京生まれ。鎌倉学園高等学校卒業。慶應義塾大学経済学部卒業。『週刊朝日』編集長、朝日新聞編集委員などをへて文筆家。在職中よりエッセイストとして活動。2008年初の本格的な著書として白洲正子の伝記を上梓した。2009年度より文教大学で講師を務めていた。
2020年9月29日、肺がんのため死去。78歳没。

## 著書
- 『王貞治のホームラン人生』（朝日新聞社 1978年）
- 『一杯目と二杯目の合間に　―日付のある六百のお話―』（朝日新聞社 1997年）
- 『学はあってもバカはバカ』（かまくら春秋社 2004年／WAC BUNKO、2018年）
- 『いまなぜ白洲正子なのか』（東京書籍 2008年／新潮文庫 2011年）
- 『孤高 国語学者大野晋の生涯』（東京書籍 2009年／集英社文庫、2015年）
- 『夕日になる前に　―だから朝日は嫌われる―』（かまくら春秋社 2010年）
- 『社会人としての言葉の流儀』（東京書籍 2016年）

### 共編著・監修
- 『いまアラブで―中近東諸国を取材して』（轡田隆史・三露久男共著 みき書房 1974年）
- 『通勤電車でモノにする「四字熟語」』（監修 三笠書房知的生きかた文庫 2000年）
- 『炎の作文塾』（朝日新聞レッツ編集部共編 朝日文庫 2006年）
- 『「浮気」を「不倫」と呼ぶな―動物行動学で見た「日本型リベラル」考』（竹内久美子、WAC BUNKO 2018年）